# Hontanaya
Hontanaya é um município da Espanha, na província de Cuenca, comunidade autônoma de Castela-Mancha. Tem 53,63 km² de área e em 2021 tinha 250 habitantes (densidade: 4,7 hab./km²). Limita com os municípios de Los Hinojosos, Osa de la Vega, Puebla de Almenara, Tresjuncos, Villamayor de Santiago e Villarejo de Fuentes.